# Highland Holiday
Highland Holiday – jednostka osadnicza w Stanach Zjednoczonych, w stanie Ohio, w hrabstwie Highland.